# 1665

## Esdeveniments
- 4 de març, Canal de la Mànega: la Companyia d'Aventurers Reials a l'Àfrica ataca dos combois de la Companyia Holandesa de les Índies Occidentals i això desencadena la Segona guerra anglo-holandesa.[1]
- Robert Hooke, publicà els resultats de les seves observacions sobre teixits vegetals, com el suro, realitzades amb un microscopi de cinquanta augments construït per ell mateix. Aquest investigador fou el primer que, en veure en aquests teixits unitats que es repetien de manera similar a les cel·les dels nius d'abella, les denominà com a elements de repetició, "cèl·lules". Tanmateix, Hooke només pogué observar cèl·lules mortes, de manera que no pogué descriure les estructures del seu interior.[2]

## Naixements
Països Catalans
- València (Horta de València, País Valencià): Juan de Cabriada, metge (m. 1714)

Resta del món
- 17 de març - Île Saint-Louis: Élisabeth Jacquet de la Guerre, clavecinista i compositora francesa (m. 1729).[3]

## Necrològiques
- 24 de maig: Ágreda, Soriaː María Jesús de Ágreda, religiosa castellana, escriptora i mística i consellera de Felip IV (n. 1602).[4]
- 28 d'agost - Bolonya, Itàlia: Elisabetta Sirani, pintora barroca de l'escola bolonyesa (n. 1638).[5]
- 18 d'octubre, Barcelona: Pràxedis de Rocabertí, noble i pedagoga catalana (n. 1618).[6]
- 27 de desembre, París: Catherine de Vivonne, amfitriona del primer saló literari parisenc, a l'Hôtel de Rambouillet (m. 1588).[7]
- Sant Jeroni de la Murtra: Joan Jeroni Besora, President de la Generalitat de Catalunya